# Point Pleasant (Virginia Occidental)
Point Pleasant es una ciudad ubicada en el condado de Mason en el estado estadounidense de Virginia Occidental. En el Censo de 2010 tenía una población de 4350 habitantes, y una densidad poblacional de 542,66 personas por kilómetro cuadrado.

## La tragedia del Silver Bridge
El Silver Bridge fue un puente atirantado construido en 1928 que conectaba Point Pleasant con Gallipolis, Ohio, sobre el río Ohio. El nombre del puente procede del color de la pintura de aluminio (plata).
El 15 de diciembre de 1967, se produjo un derrumbe del puente con el tráfico en hora punta con el resultado de 46 fallecidos, de las cuales, dos de las víctimas no fueron encontradas. La investigación de los restos apuntaron al fallo en el perfil doble T en la cadena de suspensión, la cual presentaba un pequeño defecto de construcción (2,5 mm de profundidad). Por otra parte, los análisis demostraron que el puente estaba soportando más peso del debido y por su mal mantenimiento.
En 1969, se construyó otro puente en el lugar llamado Silver Memorial Bridge.

## Geografía
Point Pleasant se encuentra ubicada en las coordenadas 38°51′13″N 82°7′51″O / 38.85361, -82.13083. Según la Oficina del Censo de los Estados Unidos, Point Pleasant tiene una superficie total de 8.02 km², de la cual 6.21 km² corresponden a tierra firme y (22.52 %) 1.81 km² es agua.

## Demografía
Según el censo de 2010, había 4350 personas residiendo en Point Pleasant. La densidad de población era de 542,66 hab./km². De los 4350 habitantes, Point Pleasant estaba compuesto por el 95.86 % blancos, el 1.26 % eran afroamericanos, el 0.25 % eran amerindios, el 0.55 % eran asiáticos, el 0.28 % eran isleños del Pacífico, el 0.05 % eran de otras razas y el 1.75 % pertenecían a dos o más razas. Del total de la población el 0.57 % eran hispanos o latinos de cualquier raza.